# Maurice Neumont
Maurice Neumont (* 1868 in Paris; † 1930 ebenda) war ein französischer Maler und Illustrator.

## Leben und Werk

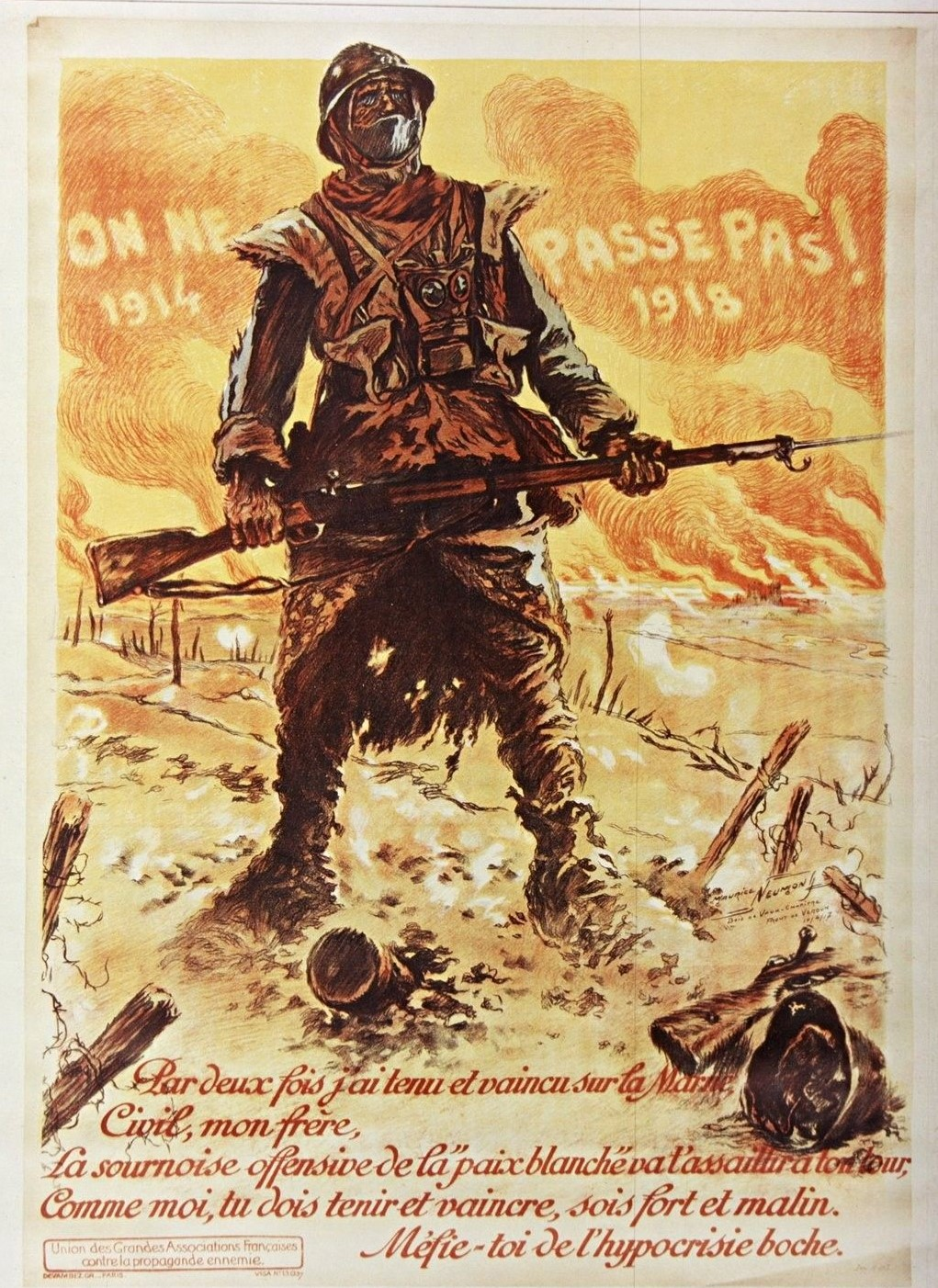
Französisches Poster aus dem Ersten Weltkrieg

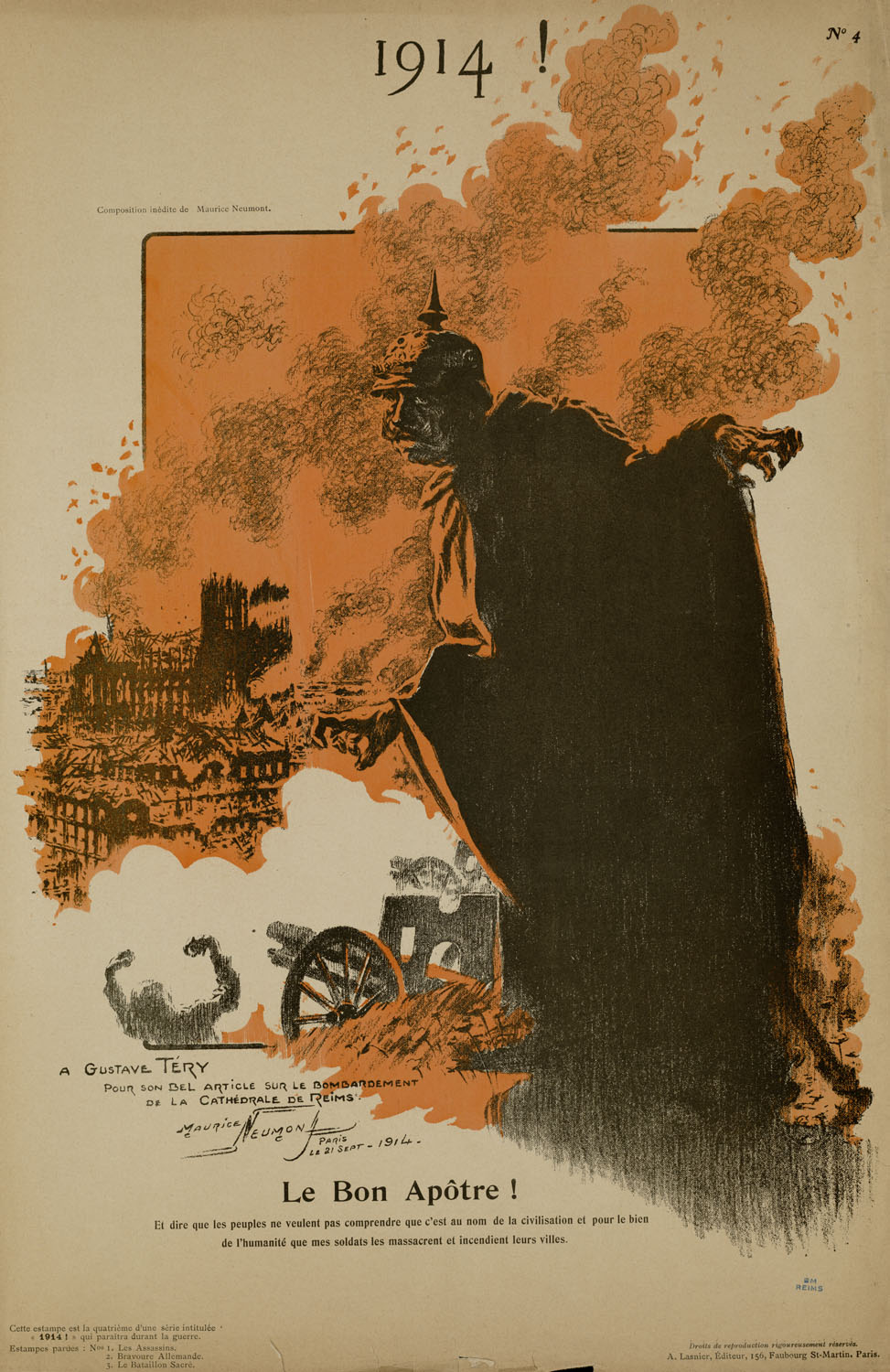

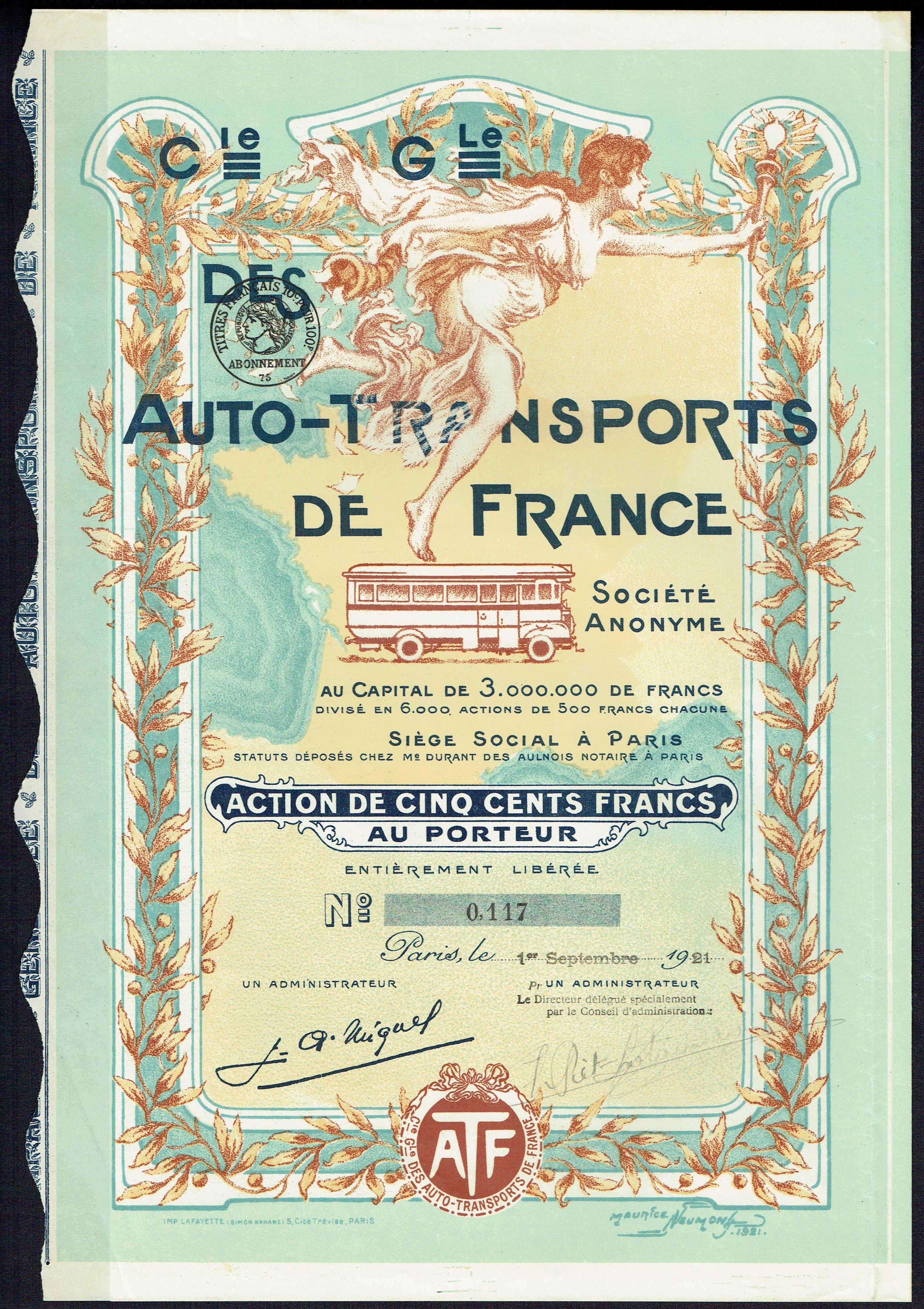
Aktie der Auto-Transports de France S. A. vom 1. September 1921; gestaltet von Maurice Neumont

Neumont studierte an der École nationale supérieure des beaux-arts de Paris und war Schüler von Jean-Léon Gérôme. 1902 konnte er erstmals in der Salon des Artistes Français ausstellen. Im Ersten Weltkrieg schuf er diverse Propaganda-Plakate. Bekanntheit erreichte sein Plakat mit dem Motto On ne passe pas! In der Folge wurde Neumont Mitglied der Ehrenlegion.